# Secret of the Silver Blades
Secret of the Silver Blades ist ein Computer-Rollenspiel von SSI aus dem Jahr 1990. Es handelt sich um eine Computerspiel-Adaption des Rollenspiel-Regelwerks Advanced Dungeons & Dragons und ist die Fortsetzung zu Curse of the Azure Bonds. Es ist der dritte Teil der mit Pool of Radiance begonnenen, vierteiligen Spielereihe in der Kampagnenwelt der Vergessenen Reiche. Wie die Vorgänger nutzt das Spiel die von SSI entwickelte Gold-Box-Engine. Das Spiel wurde für Commodore 64, DOS, Mac OS, Amiga und PC-98 veröffentlicht. 1991 erschien mit Pools of Darkness ein Nachfolger, der die Erzählung abschloss.

## Handlung
Der Magier Eldamar, einst Anhänger des Tyr, hatte sich vor 375 Jahren auf der Suche nach Unsterblichkeit in einen bösartigen Lich verwandelt, der als Dreadlord die Gefilde um sein Schloss in den Bergen terrorisierte. Sein Bruder Oswulf rekrutierte daraufhin einige Mitstreiter, die sich die Silver Blades (engl. für Silberklingen) nannten, um sich ihm in den Weg zu stellen. Da er es jedoch nicht übers Herz brachte, seinen Bruder zu erschlagen, ließ er das Schloss und alle Kreaturen darin mit Hilfe von Magie im Eis einschließen. Viele Jahre später versuchen bösartige Magier den Dreadlord zu befreien. Als Bergleute ihre Tunnel weit ins Eis treiben, können die Monster ihr Gefängnis wieder verlassen und erneut Schrecken über die Region bringen. Der örtliche Vorsteher fleht die Götter um Beistand bei, worauf urplötzlich eine Gruppe Abenteurer erscheint.

## Rezeption
Secret of the Silver Blades wurde mehrheitlich positiv bewertet.

„Wiedersehen macht Freude, doch grundlegend Neues gibt es beim vierten AD&D-Rollenspiel nicht zu bestaunen. Ein bewährtes Spielprinzip, garniert mit schönen Grafiken ein paar neuen Monstern und Zaubersprüchen sowie einer tollen Hintergrundstory ergeben ein solides Programm mit vertrauter Atmosphäre.“

Das Spiel fand 167.214 Abnehmer. Es war gleichzeitig das letzte Gold-Box-Spiel, das sechsstellige Verkaufszahlen erreichen konnte.